# ДК Данс
«ДК Данс (Апендаун в 1-м действии)» — совместный проект пластического театра «ИнЖест»
и группы «Плато». Обладатель первого приза и приз за лучшую режиссуру театрального фестиваля «Карагод» (Гомель, Беларусь) и Гран-при фестиваля «Мимолет» (Тюмень, 2004), приз за лучшую мужскую роль поделили Вячеслав Иноземцев и Сергей Масько — «Просто Плотник».

## Сюжет
История «упавшего» Карнавала, который пытается подняться снова.

## Действующие лица и исполнители
- Вячеслав Иноземцев — Падший Шут
- Сергей Масько — Просто Плотник
- Галина Еремина — Королева-Змея, Большая Птица
- Татьяна Киеня — Акробатка-декадентка
- Елена Трубчик — Акробатка-декадентка
- Геннадий Тобин — Большая Птица
- Артисты театра и музыканты — В народных и массовых сценах

## История спектакля
- 27 мая 2001 — Премьера спектакля «ДК ДАНС» в минском театре «Дзе Я» во время празднования 20-летнего юбилея театра «Жест».

Другие постановки спектакля:
- 2002 — на фестивале танца и пантомимы «КАРАГОД» (Гомель)
- 2004 — на фестивале пластических театров «МИМОЛЕТ» (Тюмень)
- 2004 — на международном фестивале независимых театров и новой драматургии «SibAltera» (Новосибирск)
- 2006 — в Центре современного театра имени Мейерхольда (Москва)
- 2006 — на фестивале «LEKCJA BIALORUSKIEGO» (Варшава)
- 2007 — на международном фестивале альтернативного театра «TEMPUS ART»

## Призы и награды спектакля
- Первый приз за спектакль и приз за лучшую режиссуру на фестивале танца и пантомимы «КАРАГОД» (Гомель, 2002)
- Гран при фестиваля пластических театров «МИМОЛЕТ» (Тюмень, 2004), приз за лучшую мужскую роль поделили Вячеслав Иноземцев и Сергей Масько — «Просто Плотник»

## Отзывы на спектакль
Вячеслав Иноземцев использует различные техники: здесь и уличный скомороший театр, и пантомима, и танец Буто, а где-то просматриваются черты театра кабуки. Но при кажущейся несочетаемости элементов они складываются в единую картину. Спектакль построен на живой музыке, задающей ритм действию: от электронного стона и гула до грандиозных барабанных соло. Из этой многослойности рождается настоящая трагедия. Трагедия умирающего, который не хочет расставаться с жизнью. Трагедия непонимания. Единственным способом избежать мучений становится единение с природой. Тогда человек обретает силу, и его уже не беспокоят преследователи и враги.— Алиса Никольская "ВРЕМЯ НОВОСТЕЙ"

ИнЖест предлагает своё особое видение перекрестка культур, которым, возможно, является Беларусь. Их театральные влияния эклектические: от древней китайской философии и японского танца butoh до комедии del’arte, Дада и театра абсурда Беккета. Но они делают нечто новое. В отличие от остального современного искусства Беларуси, ИнЖест очень упорен в своем выражении темноты и предлагает нечто большее. Для них тело — это центр концентрации боли, но также источник надежды.— Бенджамин Коуп, профессор культурологии, Великобритания

… Поэтому единственное, что я могу ещё написать о спектакле «ДК ДАНС», — это посоветовать пойти и посмотреть его. И ещё то, что безумный и отчаянный танец обнаженного человека на сцене является одним из самых сильных моих театральных переживаний за всю жизнь.— Андрей Курейчик "Белорусская газета"

## Музыкальное оформление
- Матвей Сабуров и «Плато» — (live)
- «Fronza»
- «Loyko»

Инструменты и музыканты:
- Ольга Кувшинчикова — Скрипка
- Катерина Мордачева — Даф, перкуссия
- Валерий Карицкий — Фагот
- Евгений Хитряк — Флейта
- Владимир Белявский — Перкуссия
- Матвей Сабуров — Семплер, перкуссия

## Создатели спектакля
- Идея и режиссура — Вячеслав Иноземцев
- Декорации — Иван Лукин, Анна Кривоблоцкая
- Костюмы — Татьяна Шепет, Елена Сивякова